# Vytenė Beleckė
Vytenė Beleckė (geb. Vitkauskaitė; * 21. Juli 1993 in Kaunas) ist eine litauische Volleyball- und Beachvolleyballspielerin.

## Ausbildung
Nach dem Abitur am Gymnasium absolvierte Vytenė Vitkauskaitė von September 2012 bis Juni 2017 ein Bachelorstudium Coaching Systems an der Sportuniversität Litauens und von Oktober 2017 bis Juni 2022 das Masterstudium Business Administration and Management an der Vytauto Didžiojo Universitetas in Kaunas.

## Berufsleben
Von September 2014 bis Mai 2017 arbeitete Vytenė Vitkauskaitė als Administratorin bei Rio sporto arena und von September 2018 bis September 2021 als Volleyball-Coach in der Sportschule SM Startas in ihrer Heimatstadt Kaunas. Seit Juli 2018 leitet Vytenė Beleckė als Direktorin das Sportzentrum VšĮ "Paplūdimio tinklinio centras" und arbeitet bei Herojaus vaikai.  
Seit Juli 2018 ist sie Brand Ambassador bei Sporto klinika in Kaunas und seit Mai 2018 von Audimas, dem größten baltischen Unternehmens der Bekleidungsindustrie.
Sie ist Mitglied von TABOO BV TEAM.

## Karriere Halle
Von 2019 bis 2021 spielte Vytenė Vitkauskaitė für VC Prekyba-Parama in der südlitauischen Stadt Alytus und wurde mit diesem Verein in der ersten Saison Sechste in der baltischen Liga und in der folgenden Spielzeit litauische Vizemeisterin. 2020 wurde sie sowohl als beste Annahmespielerin als auch als beste Libera im Baltikum ausgezeichnet.

## Karriere Beach
Von 2014 bis 2017 spielten Karolė Virbickaitė und Vytenė Vitkauskaitė gemeinsam als Duo im Sand. Größter Erfolg im vorerst letzten Jahr ihrer Zusammenarbeit war die Vizemeisterschaft ihres Heimatlandes. Dieses Ergebnis konnte die aus Kaunas stammende Athletin in der folgenden Saison übertreffen, als sie mit Urte Andriukaitytė litauische Meisterin wurde. Die beiden in der gleichen Stadt geborenen Sportlerinnen wurden in der nächsten Spielzeit Zweite beim nationalen Championat des baltischen Staates. Mit ihrer ersten Partnerin erreichte Vytenė Vitkauskaitė ein Jahr später das gleiche Resultat. So schaffte sie es, in fünf aufeinander folgenden Jahren einen der ersten beiden Plätze bei einem Titelkampf ihres Heimatlandes zu belegen, vier Mal im Sand und beim vorerst letzten Mal in der Halle.

## Auszeichnungen
- 2020: Beste Annahme in der baltischen Liga
- 2020 – Beste Libera in der baltischen Liga